# Germaine Dieterlen
Germaine Dieterlen (Valleraugue, 1903. május 15. – Párizs, 1999. november 13.) – francia antropológus, néprajztudós.

## Életrajza
1903. május 15-én született Párizsban, protestáns családban. Tanulmányait Párizsban végezte, majd a Néprajzi Múzeumban dolgozott. 1931-ben találkozott Marcel Griaule-lal, akivel 1931 májusától 1933 februárjáig tartó Dakar-Dzsibuti misszióban. Tagja volt a negyedik (Sahara Kamerun), és az ötödik (Niger-Lac Iro, 1938–1939) Griaule Missiónak is. Germaine Dieterlen végezte az első vizsgálatokat a dogonoknál a második afrikai utazása alkalmával. Franciaországba visszatérve ő kezdte meg az itt gyűjtött anyagok vizsgálatát. Dieterlen 1941-ben kezdte a néprajzi kutatást Maliban, Bandiagarában.
Talán a legtöbbször és legellentmondásosabban Dieterlent és Griaule-t bírálták a dogon csillagászati értekezéseik miatt, amely egy ősi tudást részletezett: létezik egy törpe fehér csillag, a Szíriusz B, más néven a Dog Star, mely szabad szemmel láthatatlan. Dieterlen dokumentálta és értelmezni próbálta a dogon Sigui ciklust, és az ehhez kapcsolódó rítusokat, amelyeket eddig csak részben figyeltek meg. Ezt az ősi bennszülött tudást (a Nommo), valamint azt a feltételezést, hogy a dogonoknak földönkívüliekkel lehetett kapcsolata, Robert Temple népszerűsítette A Sirius-rejtély könyvében (1976).
A holland antropológus Walter van Beek, aki hét évet töltött a dogonoknál, komolyan kritizálta Griaule és Dieterlen kutatási módszereit. Brecher és Sagan forgatókönyve alapjául szolgált, hogy az egyik elsődleges informátor, aki befolyásolhatta a tanítást, egy jezsuita misszionárius volt, aki a térségben élt még az érkezésük előtt (Dogon Restudied, 1991). Lánya és munkatársa Marcel Griaule azonban  megvédte a projektet, elutasítva van Beek kritikáját.  Ezen kívül megemlíthető, szkeptikus még James Oberg újságíró is. Az ő dogon rejtély vizsgálata szintén nem talált lényeges bizonyítékot.

## Akadémiai karrier
Dieterlen is folytatott tanulmányokat és igazgatója is volt a párizsi Ecole Pratique des Hautes Etudes, Sorbonnenak, alapító tagja a Centre National de la Recherche Scientifique (CNRS)-nek, valamint a Bizottsági elnöke a Néprajzi Film Bizottságnak (alapította Jean Rouch). Az 1978-ban megjelent „Hommage” gyűjtemény (Systèmes de signes: Textes Réunis en Hommage à Germaine Dieterlen) tartalmazza a Meyer Fortes és Claude Lévi-Strauss esszéket. Dieterlen is együttműködött a néprajzi filmesekkel mint Griaule. Mary Douglas áttekintette az eredményeket, amelyeket a Dieterlen francia antropológia Dogon Kultúra – profán és Arcane (1968).
A francia iskola és a néprajz területén Germaine Dieterlen – valamint Solange Gannay is, aki részt vett az 1936–1937-es Dakar-Dzsibuti Missioban és néprajzi anyagot gyűjtött a francia Szudánban, a dogonoknál, a Badiagara fennsíkon. Erről szóló könyvét 1941-ben adták ki Párizsban, valamint Marcel Griaule, Michel Leiris, Deborah Lifshitz, Denise Paulme, André Schaeffner – neve elválaszthatatlan a történelmi 1930-as az egykori francia Szudánban, most Maliban végzett nagy dogon kutatás óta.